# Vít Pavlík
Vít Pavlík (15. ledna 1976, Volary) je český malíř a pedagog, známý též jako Vít Vavřinec Pavlík. 

## Život a dílo
Studoval učitelství pro umělecké školy v Českých Budějovicích. Je členem Asociace jihočeských výtvarníků, která každoročně pořádá sympozium Výtvarný workshop Volary, jehož je organizátorem. Do uměleckého světa vstoupil cyklem obrazů ze Šumavy.
Oba Pavlíkovi rodiče byli malíři, cestu k malbě si však našel sám a postupně se stala prostředkem jeho vlastní realizace. Hlavní inspirací mu vždy byla šumavská příroda a její děje, jak zmiňuje PhDr. Ľudovít Petránsky, ml. Jeho výtvarný styl se vyznačuje dynamickým využitím barvy a formy. Roku 1993 vyhrál první cenu za Dolní Bavorsko ve výtvarné soutěži německých gymnázií. Věnuje se též tvorbě projekčních fotografií.

### Výstavy (výběr)
- 1999 – České Budějovice (absolventská) – budova Sparkasse
- 1999 – Prachatice (Tři generace Pavlíků) – Galerie Dolní brána
- 2000 – Praha (Salon 2000) – výstaviště
- 2007 – Karlovy Vary (hotel Imperial)
- 2007 – Blatná (členská výstava AJV – Konfrontace) – zámek
- 2009 – Freyung (Inersalon výber) SRN
- 2009 – Paříž ( Podzimní pařížský salón – Salon d“automne) FR
- 2017 – Passau (KunstPassau), Kulturmodell
- 2017 – Lorient (Imagination, artist de Boheme) Mediatheque Francois
- 2020 – Bratislava (Vianočný Artmix), Audi Exclusive Gallery
- 2021 – Siena (Terra di Siena Terra di Boemia)
- 2021 – Karlovy Vary,  Městská galerie
- 2022 – Mislinja (Art symposium Tisnikarjeva) Slovinsko
- 2022 – Graz (Treffpunkt Graz) Gries Galerie
- 2022 – Florencie (Vít Pavlík, Cecilia Ciavistelli), Libraccio di Firenze
- 2022 – Prato ( Extra nove Volarism) Gualchiera di Coiano
- 2023 – Veles (Kruhové emoce) Městské muzeum, Severní Makedonie
- 2023 – Impruneta (Extra nové Volarismus) Loggiato del Pellegrino Impruneta
- 2023 – Brusel (VWV-Volarismus) Sídlo evropského parlamentu
- 2023 – Kišiněv (Extempore) Národní Galerie
- 2024 – Poggibonsi (Extra nove Volarismus) Accabi Hospital Burresi